# Pseudabutilon cinereum
Pseudabutilon cinereum là một loài thực vật có hoa trong họ Cẩm quỳ. Loài này được (Griseb.) Krapov. miêu tả khoa học đầu tiên năm 1985.